# Brill Publishers
Brill (Euronext: BRILL) (cunoscut sub numele de E. J. Brill, Koninklijke Brill, Brill Academic Publishers) este o editură academică neerlandeză cu acoperire internațională fondată în anul 1683, la Leiden, Olanda. Având birouri în Leiden și Boston, Brill publică astăzi mai mult de 200 de reviste și în jur de 700 de cărți și lucrări de referință noi în fiecare an. În plus, Brill este un furnizor de materiale sursă primare on-line și pe microfilme pentru cercetători în științe sociale și umaniste.

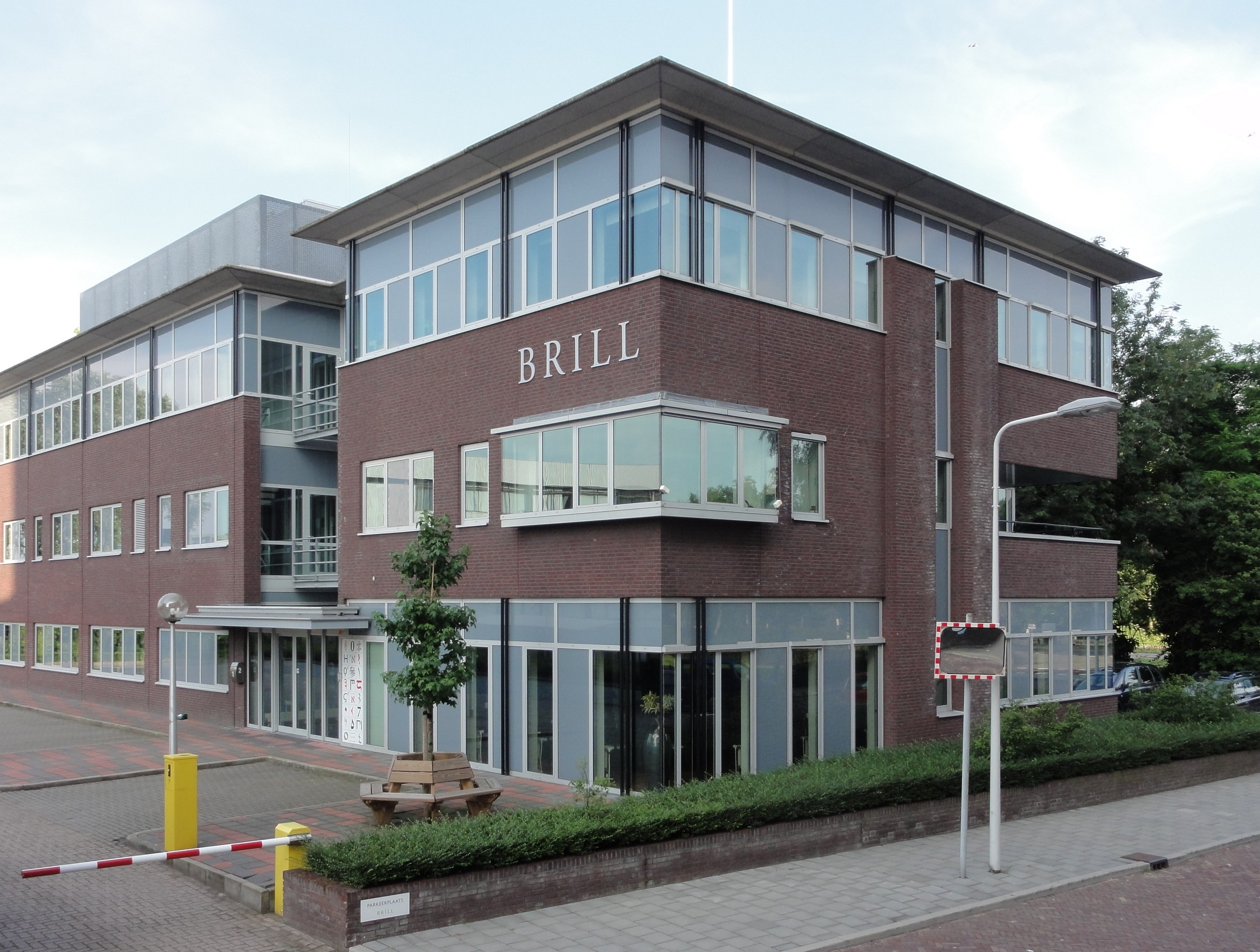

## Domenii editoriale
Brill publică lucrări în următoarele domenii:

## Istoric
- UMANISTE:

- Studii africane
- Studii americane
- Antichitatea din Orientul Apropiat și Egipt
- Arheologie, artă și arhitectură
- Studii asiatice (sub sigla Hotei Publishing and Global Oriental)
- Cartografie
- Studii biblice și creștinism timpuriu
- Studii clasice
- Istorie
- Studii evreiești
- Limbi și lingvistică
- Literatură și studii culturale (sub sigla Brill-Rodopi)
- Orientul Mijlociu și studii islamice
- Filozofie
- Studii religioase
- Studii slavice și euroasiatice
- Științe Sociale
- Teologie și creștinism mondial

- DREPT (sub sigla Brill-Nijhoff):

- Drepturile omului și drept umanitar
- Drept internațional
- Relații internaționale

- ȘTIINȚE:

- Științe
- Biologie

### Luchtmans, 1683-1848
Originile companiei Brill datează de la data de 17 mai 1683, când un anume Jordaan Luchtmans era înregistrat ca librar în registrele breslei librarilor din Leiden. Așa cum era obiceiul în acea vreme, Luchtmans a combinat afacerea de vânzare de cărți cu activități tipografice. Compania sa edita cărți, în principal, în domeniile studiilor biblice, teologiei, limbilor orientale și etnografiei. Luchtmans a stabilit legături strânse cu Universitatea din Leiden, care era pe atunci unul dintre cele mai importante centre de studiu în aceste domenii.

### E. J. Brill, 1848-1896

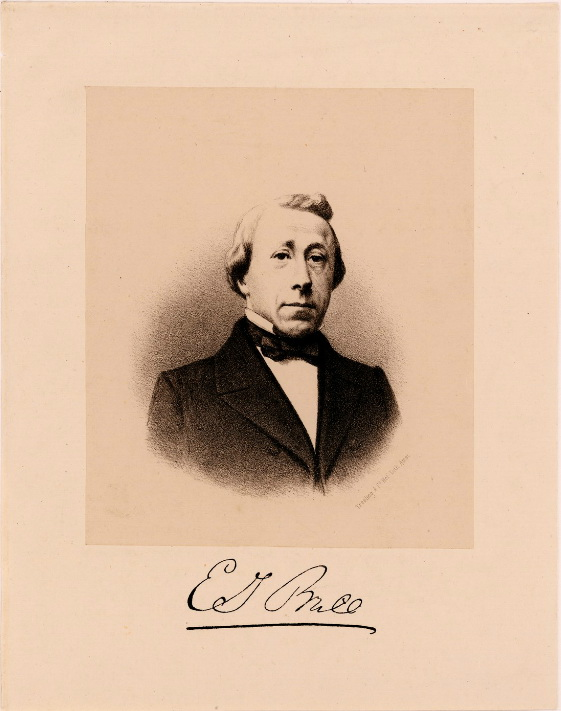
E.J. Brill (Collection Deutsches Buch- und Schriftmuseum)

În 1848, afacerea a trecut de la familia Luchtmans la E. J. (Evert Jan) Brill, un fost angajat. Dorind să acopere obligațiile financiare pe care le-a moștenit, E. J. Brill a decis să lichideze întregul stoc de cărți Luchtmans printr-o serie de licitații care au avut loc între 1848 și 1850. Brill a continuat să publice cărți în domeniile tradiționale de bază ale firmei, iar ocazional și în alte domenii. Astfel, în 1882, firma a tipărit Leerboek der Stoomwerktuigkunde (Manual de funcționare a motorului cu aburi) în două volume. Mai programatic, cu toate acestea, Het Gebed des Heeren in veertien talen (Rugăciunea Domnului în paisprezece limbi) (1855) a fost destinat să arate capacitatea lui Brill de a tipări cărți în alfabete non-latine, cum ar fi ebraic, aramaic, samaritean, sanscrit, coptă, siriac, arab, printre multe altele.

### Brill devine companie publică, 1896-1945; Al Doilea Război Mondial
În 1896 Brill a devenit o societate pe acțiuni, atunci când succesorii lui E. J. Brill, A. P. M. van Oordt și Frans de Stoppelaar, ambii oameni de afaceri cu un fundal și un interes academic, au murit. Au urmat o serie de directori până în 1934, când conducerea companiei a fost preluată de Theunis Folkers. Directoratul lui a marcat o perioadă de creștere fără precedent în istoria companiei, datorată, în mare măsură, colaborării sale cu forțele de ocupație germane în timpul celui de-al Doilea Război Mondial. Brill a tipărit pentru germani dicționare de limbi străine, astfel încât să poată administra mai bine teritoriile ocupate, dar și manuale militare, cum ar fi „un manual care i-a antrenat pe ofițerii germani să distingă însemnele armatei ruse”. În 1934, compania a avut o cifra de afaceri de 132.000 de guldeni; prin 1943, aceasta a crescut la 579.000 de guldeni.

### Istoria recentă a companiei Brill, 1945–prezent
După război, comitetul olandez de denazificare a descoperit prezența „banilor inamici” în conturile companiei Brill. Folkers a fost arestat în septembrie 1946 și lipsit de dreptul de a mai ocupa o funcție de conducere. Compania, cu toate acestea, a scăpat relativ intactă de pe urma războiului; după unele negocieri amenzile plătite s-au ridicat la 57.000 de guldeni.
Istoria companiei Brill în anii de după război a fost din nou marcată de suișuri și coborâșuri, deși compania a rămas credincioasă angajamentului asumat de a publica lucrări academice. Sfârșitul anilor 1980 a adus o criză acută din cauza supra-extinderii și a schimbărilor generale din industria editorială. Astfel, în anii 1987-1988 compania a suferit o restructurare majoră, în cursul căreia au fost închise toate birourile din străinătate, inclusiv cele vechi de la Londra și Köln. Mai mult decât atât, Brill și-a vândut tipografia, operațiune ce a însemnat „amputarea propriilor membre”. Această reorganizare a reușit să salveze compania, care a experimentat de atunci o expansiune care ar fi fost de neconceput în 1990. Brill publică acum în jur de 600 de cărți și 100 de reviste în fiecare an, având o cifră de afaceri de 26 de milioane de euro.

## Acces liber
Brill editează mai multe reviste cu acces liber și este una dintre cele treisprezece edituri care participă la programul pilot Knowledge Unlatched, ce urmărește crearea unui consorțiu de biblioteci globale care să finanțeze cărțile cu acces liber.
În 2013, Brill a creat IFLA/Brill Open Access Award pentru inițiative în domeniul publicării monografiilor cu acces liber, împreună cu Federația Internațională a Instituțiilor și Asociațiilor Bibliotecare. Brill este membru al Open Access Scholarly Publishers Association.